# Back River (Chantrey Inlet)
Der Back River (Dogrib: Thlewechodyeth oder Thlew-ee-choh-desseth – „Great Fish River“, Inuktitut: Haningayok) ist ein 874 km langer Zufluss des Arktischen Ozeans im Norden Kanadas in den Nordwest-Territorien und in Nunavut.

## Flusslauf
Der Back River hat seinen Ursprung in einer Seenlandschaft nördlich des Aylmer Lake und mündet nach einem Fließweg von etwa 900 km Richtung Nordost in eine Bucht des Arktischen Ozeans, das Chantrey Inlet südlich von der King-William-Insel und von Gjoa Haven. Aufgrund zahlreicher Stromschnellen kann er nur von erfahrenen Kanuten befahren werden. Er durchfließt u. a. folgende Seen: Beechey Lake, Pelly Lake, Upper Garry Lake, Garry Lake, Lower Garry Lake, Upper Macdougall Lake, Lower Macdougall Lake. Unmittelbar vor seiner Mündung in das Chantrey Inlet trifft der Hayes River von Osten kommend auf den Back River.

## Geschichte
Das Flussgebiet des Back River sowie dessen Nebenflüsse waren die traditionellen Stammesgebiete der Haningayogmiut (auch Hanningajurmiut oder Hanningajulinmiut – „die Menschen aus dem Land gegenüber“), Kaernermiut (auch Kainermiut) sowie der südlich lebenden Ahiagmiut der Copper-Inuit. Die nördlich der Haningayogmiut lebenden Utkusiksalinmiut (auch Utkuhiksalingmiut – „die Menschen mit Kochtöpfen“) der Caribou-Inuit bezeichneten Erstere als Ualininmiut („die Menschen aus dem Land, wo die Sonne von Ost nach West zieht“). Zudem lebte eine weitere Gruppe der Caribou Inuit, die Hanningajurmiut (auch Hanningaruqmiut oder Hanningajulinmiut) in der Region, die jedoch nicht mit der fast gleichnamigen Copper Inuit-Gruppe zu verwechseln sind. Die nördliche und nordöstliche Grenze des Stammesgebiets der feindlichen Yellowknife (oder T’atsaot’ine) wurde zudem durch den Back River und Thelon River bestimmt.
Die erste bekannte Erforschung des Back Rivers durch Europäer erfolgte 1834 durch den britischen Seefahrer Sir George Back und danach nochmals 1856 durch James Anderson, einem Faktoristen der Hudson’s Bay Company.